# Sandonà Calcio 1999-2000
Questa voce raccoglie le informazioni riguardanti il Sandonà Calcio nelle competizioni ufficiali della stagione 1999-2000.

## Rosa
| N. |                   | Ruolo | Calciatore        |
| -- | ----------------- | ----- | ----------------- |
|    | Italia (bandiera) | A     | Filippo Barban    |
|    | Italia (bandiera) | D     | Cristian Bari     |
|    | Italia (bandiera) | C     | Jerry Basso       |
|    | Italia (bandiera) | A     | Nicolò Boatto     |
|    | Italia (bandiera) | D     | Fabio Bolletta    |
|    | Italia (bandiera) | A     | Gennaro Chietti   |
|    | Italia (bandiera) | P     | Marco Conte       |
|    | Italia (bandiera) | A     | Domenico Costanzo |
|    | Italia (bandiera) | C     | Damiano Damiani   |
|    | Italia (bandiera) | C     | Andrea De Cecco   |
|    | Italia (bandiera) | D     | Marco Fabris      |
|    | Italia (bandiera) | C     | Simone Facchini   |

| N. |                   | Ruolo | Calciatore            |
| -- | ----------------- | ----- | --------------------- |
|    | Italia (bandiera) | C     | Alberto Faloppa       |
|    | Italia (bandiera) | P     | Alberto Maria Fontana |
|    | Italia (bandiera) | P     | Claudio Furlan        |
|    | Italia (bandiera) | A     | Andrea Ghidini        |
|    | Italia (bandiera) | D     | Peter Livon           |
|    | Italia (bandiera) | C     | Nicola Mestriner      |
|    | Italia (bandiera) | C     | Alessandro Piovesan   |
|    | Italia (bandiera) | C     | Paolo Saccher         |
|    | Italia (bandiera) | D     | Luigino Sandrin       |
|    | Italia (bandiera) | C     | Andrea Stampetta      |
|    | Italia (bandiera) | A     | Simone Temporini      |
|    | Italia (bandiera) | C     | Davide Vascotto       |

## Risultati

### Campionato

#### Girone di andata
| 5 settembre 1999 1ª giornata | San Donà | 0 – 1 | Lecco |  |

| 12 settembre 1999 2ª giornata | Carrarese | 0 – 0 | San Donà |  |

| 19 settembre 1999 3ª giornata | SPAL | 0 – 0 | San Donà |  |

| 26 settembre 1999 4ª giornata | San Donà | 0 – 3 | Reggiana |  |

| 3 ottobre 1999 5ª giornata | Como | 1 – 1 | San Donà |  |

| 10 ottobre 1999 6ª giornata | San Donà | 1 – 1 | Varese |  |

| 17 ottobre 1999 7ª giornata | Lumezzane | 2 – 0 | San Donà |  |

| 24 ottobre 1999 8ª giornata | San Donà | 0 – 0 | Montevarchi |  |

| 7 novembre 1999 9ª giornata | Livorno | 1 – 1 | San Donà |  |

| 14 novembre 1999 10ª giornata | San Donà | 0 – 1 | AlbinoLeffe |  |

| 21 novembre 1999 11ª giornata | Lucchese | 3 – 1 | San Donà |  |

| 28 novembre 1999 12ª giornata | San Donà | 2 – 2 | Pisa |  |

| 5 dicembre 1999 13ª giornata | Cremonese | 2 – 2 | San Donà |  |

| 12 dicembre 1999 14ª giornata | San Donà | 2 – 0 | Brescello |  |

| 19 dicembre 1999 15ª giornata | Modena | 2 – 1 | San Donà |  |

| 23 dicembre 1999 16ª giornata | San Donà | 2 – 0 | Siena |  |

| 6 gennaio 2000 17ª giornata | Cittadella | 0 – 0 | San Donà |  |

#### Girone di ritorno
| 9 gennaio 2000 18ª giornata | Lecco | 0 – 0 | San Donà |  |

| 15 gennaio 2000 19ª giornata | San Donà | 0 – 0 | Carrarese |  |

| 23 gennaio 2000 20ª giornata | San Donà | 2 – 2 | SPAL |  |

| 30 gennaio 2000 21ª giornata | Reggiana | 0 – 0 | San Donà |  |

| 6 febbraio 2000 22ª giornata | San Donà | 0 – 0 | Como |  |

| 13 febbraio 2000 23ª giornata | Varese | 2 – 1 | San Donà |  |

| 27 febbraio 2000 24ª giornata | San Donà | 1 – 1 | Lumezzane |  |

| 5 marzo 2000 25ª giornata | Montevarchi | 0 – 1 | San Donà |  |

| 12 marzo 2000 26ª giornata | San Donà | 2 – 3 | Livorno |  |

| 19 marzo 2000 27ª giornata | AlbinoLeffe | 3 – 0 | San Donà |  |

| 2 aprile 2000 28ª giornata | San Donà | 1 – 1 | Lucchese |  |

| 9 aprile 2000 29ª giornata | Pisa | 3 – 1 | San Donà |  |

| 16 aprile 2000 30ª giornata | San Donà | 0 – 0 | Cremonese |  |

| 22 aprile 2000 31ª giornata | Brescello | 3 – 1 | San Donà |  |

| 30 aprile 2000 32ª giornata | San Donà | 0 – 1 | Modena |  |

| 7 maggio 2000 33ª giornata | Siena | 2 – 0 | San Donà |  |

| 14 maggio 2000 34ª giornata | San Donà | 1 – 2 | Cittadella |  |